# تفشي فيروس الجهاز التنفسي البشري الموسمي في الصين (2024 حتى الآن)
بدأ تفشي فيروس الجهاز التنفسي البشري الموسمي في الصين، والذي تسبب فيه فيروس متلازمة الجهاز التنفسي البشري (HMPV)، بزيادة في الحالات في بكين، الصين في ديسمبر 2024.
تم لفت انتباه الجمهور عندما نشر المركز الصيني لمكافحة الأمراض والوقاية منها بيانات تُظهر أن حالات العدوى التنفسية بفيروس متلازمة الجهاز التنفسي البشري ارتفعت بشكل كبير في الأسبوع من 16 إلى 22 ديسمبر 2024. ومع ذلك، لاحظت منظمة الصحة العالمية أن الزيادة في حالات فيروس متلازمة الجهاز التنفسي البشري تقع ضمن النطاق المتوقع لهذا الوقت من العام خلال فصل الشتاء في نصف الأرض الشمالي.